# Zuzanna Lenox
Zuzanna Lenox (Susan Lenox: Her Fall and Rise) – amerykański dramat filmowy z 1931.

## Podstawowe informacje
Fabuła filmu oparta jest na powieści Davida Grahama Phillipsa. Obraz wyreżyserował i wyprodukował Robert Z. Leonard, główne role zagrali natomiast Greta Garbo i Clark Gable (był to pierwszy i ostatni raz, kiedy obie gwiazdy zagrały razem). Produkcja zebrała mieszane recenzje krytyków, choć okazała się przebojem kinowym.

## Obsada
- Greta Garbo - Susan Lenox
- Clark Gable - Rodney Spencer
- Jean Hersholt - Karl Ohlin
- John Miljan - Burlingham
- Alan Hale - Jeb Mondstrum
- Hale Hamilton - Mike Kelly
- Hilda Vaughn - pani Astrid Ohlin
- Russell Simpson - doktor
- Cecil Cunningham - Madame Panoramia
- Ian Keith - Robert Lane